# Шарлотта Мур-Сіттерлі
Шарлотта Емма Мур-Сіттерлі (англ. Charlotte Emma Moore-Sitterly; 24 вересня 1898 — 3 березня 1990) — американський фізик і астрофізик, член Національної АН США.

## Біографія
Народилася в Ерсільдоні (штат Пенсільванія). У 1920 році закінчила Суартморський коледж. У 1920—1925 і 1928—1929 роках працювала обчислювачем у Принстонській обсерваторії, в 1925—1928 роках — в обсерваторії Маунт-Вілсон. Упродовж 1931—1945 років — співробітник Принстонської обсерваторії. У 1945—1970 роках працювала в Національному бюро стандартів у Вашингтоні, в 1971—1978 роках — у науково-дослідній лабораторії Військово-морського флоту.
Наукові роботи відносяться до атомної спектроскопії. Виконала фундаментальні лабораторні дослідження з аналізу та ототожнення спектрів багатьох елементів. Склала таблиці ліній мультиплетів (1945), що являють інтерес для астрофізики, таблиці атомних енергетичних рівнів (1949—1958), таблиці ультрафіолетових мультиплетів (1950—1962). Виконала (1932) ототожнення атомних ліній та вимірювання їхніх інтенсивностей у спектрі сонячних плям; в 1947 році брала участь у дослідженні інфрачервоного спектру Сонця, проведеному Г. Д. Бебкоком в обсерваторії Маунт-Вілсон. Спільно з М. Г. Й. Міннартом і Я. Гаутгастом на основі відомого Утрехтського атласу склала фундаментальні таблиці ліній сонячного спектру для області 2935 — 8770 Å.
Президент Комісії N 14 «Фундаментальні спектроскопічні дані» Міжнародного астрономічного союзу (1961—1967).
Премія Е. Дж. Кеннон Американського астрономічного товариства (1937), Срібна (1951) і Золота (1960) медалі міністерства торгівлі США, премія В. Ф. Меггерса Американського оптичного товариства (1972). Медаль Кетрін Брюс (1990).
На її честь названо астероїд 2110 Мур-Сіттерлі.